# Chris Payne Gilbert
Chris Payne Gilbert (1972) is een Amerikaans acteur. 

## Biografie
Gilbert heeft de high school doorlopen aan de Mount Greylock Regional High School in Williamstown (Massachusetts) en haalde in 1990 zijn diploma. Hierna ging hij studeren aan de Siena College in Albany (New York) en haalde in 1994 zijn diploma.
Gilbert begon in 1998 met acteren in de film Saving Manhattan. Hierna heeft hij nog meerdere rollen gespeeld in films en televisieseries zoals Gilmore Girls (2006), 10 Items or Less (2006-2009) en The Protector (2011). 

## Filmografie

### Films
Uitgezonderd korte films.
- 2015 Beauty in the Broken - als dr. David Myers
- 2013 An Irish Vampire in Hollywood - als Vanquo
- 2010 Refuge – als Darryl Tripp
- 2009 Life Blood – als lifter
- 2007 The Irish Vampire Goes West – als Vanquo
- 2005 Hollywood Vice – als Darius Tchillingarian
- 2000 The Broken Hearts Club: A Romantic Comedy – als Larry
- 1999 Story of a Bad Boy – als Mark
- 1998 Saving Manhattan – als Jamie DeStephano

### Televisieseries
Uitgezonderd eenmalige gastrollen.
- 2016 - 2021 Lucifer - als John Decker - 2 afl.
- 2021 Race to the Center of the Earth - als verteller - 7 afl.
- 2020 Bosch - als Travis Strout - 2 afl.
- 2011 The Protector – als Davey Sheppard – 13 afl.
- 2006 – 2009 10 Items or Less – als Todd – 21 afl.
- 2006 Gilmore Girls – als Nick – 2 afl.
- 1998 The Guiding Light – als Steve - ? afl.

- Library of Congress Control Number: no2010126091
- Virtual International Authority File: 151689535
- WorldCat: E39PBJrgDhF4j6wBwCDqgBP4v3